# الزرافة (كوكبة)
كوكبة الزرافة (بالإنجليزية: The Giraffe)‏؛ وتدعى باللاتينية: Camelopardalis.
يعتبر برج الزرافة من أبراج نصف الكرة الأرضية[ ؟ ] الشمالي، وأفضل الفترات لرؤيته هو: شهر شباط.
من المجرات الموجودة في برج الزرافة: NGC 2403.
ومن السدم:NGC 1502.
وأما أهم النجوم الموجودة في برج الزرافة فهي: ألفا الزرافة، وبيتا الزرافة، وإبسلون الزرافة، وزيتا الزرافة، وإيتا الزرافة.

## المصادر الخارجية

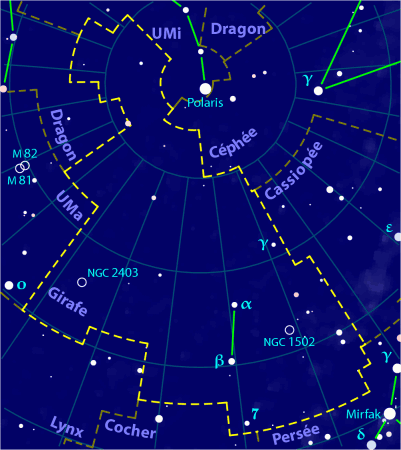
كوكبة الزرافة

الصورة تمثل المجموعة النجمية: برج الزرافة.